# Euscelus humeridens
Euscelus humeridens es una especie de coleóptero de la familia Attelabidae.

## Distribución geográfica
Habita en Cuba.